# 羽根井町
羽根井町（はねいちょう）は、愛知県豊橋市の地名。

## 地理
豊橋市中央西部に位置する。東は中郷町、西は花田町・羽根井西町、南は牟呂町に接する。

## 歴史

### 地名の由来
入り海に突き出たところを指す「ハナ」（鼻・花・端）が変化したものという。

### 人口の変遷
国勢調査による人口および世帯数の推移。
| 1995年（平成7年）  | 246世帯 658人 |  |
| 2000年（平成12年） | 304世帯 802人 |  |
| 2005年（平成17年） | 310世帯 815人 |  |
| 2010年（平成22年） | 325世帯 828人 |  |
| 2015年（平成27年） | 322世帯 832人 |  |
| 2020年（令和2年）  | 356世帯 855人 |  |

### 沿革
- 1952年（昭和27年） - 豊橋市花田町・牟呂町の各一部により、同市羽根井町が成立[2]。
- 1972年（昭和47年） - 一部が羽根井西町に編入される[2]。

## 交通
- 愛知県道大山豊橋停車場線[1]

## 施設
- 豊橋市下水道羽根井処理場[1]
- 豊橋市中央図書館[1]

### WEB
1. ↑  “愛知県豊橋市の町丁・字一覧”.   人口統計ラボ. 2023年4月13日閲覧。
2. 1 2  総務省統計局 (2022年2月10日). “令和2年国勢調査の調査結果(e-Stat) - 男女別人口，外国人人口及び世帯数－町丁・字等” (CSV). 2023年8月2日閲覧。
3. ↑  “愛知県豊橋市の郵便番号一覧”.   日本郵便. 2023年4月13日閲覧。
4. ↑  “市外局番の一覧” (PDF).   総務省 (2022年3月1日). 2022年3月22日閲覧。
5. ↑  総務省統計局 (2014年3月28日). “平成7年国勢調査の調査結果(e-Stat) - 男女別人口及び世帯数 －町丁・字等” (CSV). 2021年7月20日閲覧。
6. ↑  総務省統計局 (2014年5月30日). “平成12年国勢調査の調査結果(e-Stat) - 男女別人口及び世帯数 －町丁・字等” (CSV). 2021年7月20日閲覧。
7. ↑  総務省統計局 (2014年6月27日). “平成17年国勢調査の調査結果(e-Stat) - 男女別人口及び世帯数 －町丁・字等” (CSV). 2021年7月21日閲覧。
8. ↑  総務省統計局 (2012年1月20日). “平成22年国勢調査の調査結果(e-Stat) - 男女別人口及び世帯数 －町丁・字等” (CSV). 2021年7月21日閲覧。
9. ↑  総務省統計局 (2017年1月27日). “平成27年国勢調査の調査結果(e-Stat) - 男女別人口及び世帯数 －町丁・字等” (CSV). 2021年7月21日閲覧。

### 書籍
1. 1 2 3 4 5  「角川日本地名大辞典」編纂委員会 1989, p. 1793.
2. 1 2 3  「角川日本地名大辞典」編纂委員会 1989, p. 1088.